# Jonny Niesche
Jonny Niesche (* 1972) ist ein australischer Künstler.

## Biografie
Jonny Nische wurde in Sydney geboren und lebt und arbeitet dort. Er studierte Bildende Kunst bei Mikala Dwyer an der Sydney University und bei Heimo Zobernig an der Akademie der bildenden Künste Wien.

## Werk
Niesches Werk erforscht den erweiterten Raum von Malerei, Abstraktion und Skulptur. Er arbeitet mit Materialien wie Glitzer, Spiegel, transluzenten Stoffen und geschweißten Stahlarmaturen. Seine Arbeiten sind minimalistisch und materiell fetischistisch und erhalten durch ihre reflektierenden Oberflächen einen performativen Charakter. Einen wichtigen Einfluss für sie Arbeit stellt die Gruppe Zero und deren Arbeiten mit Licht, Raum und Bewegung dar. Für seine Arbeit Ausstellung „Spitting Images“ in der Wiener Galerie Zeller van Almsick im Jahr 2017 referenzierte Niesche auch auf ein goldenes Johann-Strauß-Denkmal im Wiener Stadtpark.

## Solo Shows
- 2017 Splitting Image, Zeller van Almsick, Wien (Österreich)
- 2017 Love-light, Sarah Cottier Gallery, Sydney (Australien)
- 2016 Picture this, STATION, Melbourne (Australien)
- 2016 Cosmos Cosmetics, Minerva Sydney, Sydney
- 2016 New Jörg, New Jörg, New Jörg Kunstverein, Wien (Österreich)
- 2015 Sundial, STATION, Melbourne
- 2015 At length; Italian Baroque, As SLUSH collective, Minerva, Sydney
- 2015 We refer to a thing but have no name for the smell, Cointemporary, online
- 2014 Nothing goes as deep as decoration, Station Gallery, Melbourne
- 2014 Vegas Can Be, Minerva, Sydney
- 2013 Too Many Heroes, Firstdraft Gallery, Sydney
- 2011 Stylin‘, Eastern Bloc Gallery, Sydney
- 2010 e Glitter Stick, M.O.P. Gallery, Sydney